# Топологічна К-теорія
В математиці, топологічна K-теорія є підрозділом алгебричної топології. На початку свого існування вона застосовувалася для вивчення векторних розшарувань на топологічних просторах за допомогою ідей алгебричної K-теорії, введеної Гротендіком. Ранні роботи по топологічній K-теорії належать Майклу Атія і Фрідріху Хірцебруху.

## Означення
Нехай X — компактний гаусдорфів простір і {\displaystyle k=\mathbb {R} } або {\displaystyle \mathbb {C} }. Тоді {\displaystyle K_{k}(X)} визначається як група Гротендіка комутативного моноїда скінченновимірних {\displaystyle k}-векторних розшарувань над X  де алгебричною операцією є сума Вїтні. Тензорний добуток розшарувань задає на K-теорії структуру комутативного кільця. Без індексу, {\displaystyle K(X)} зазвичай позначає комплексну K-теорію, тоді як дійсна K-теорія іноді позначається як {\displaystyle KO(X)}. Далі розглядається переважно комплексна K-теорія.
Як найпростіший приклад для одноточкового простору група {\displaystyle K(X)} є групою цілих чисел. Це пов'язано з тим, що всі векторні розшарування над точкою є  тривіальними і тому класифікуються своїм рангом, а група Гротендіка натуральних чисел є групою цілих чисел.
Існує також редукована версія K-теорії (група тоді позначається {\displaystyle {\widetilde {K}}(X)}), яка визначається для компактних просторів із виділеної точкою (подібно до редукованих гомологій). Цю теорію можна інтуїтивно розглядати як K(X) за модулем тривіальних розшарувань. Вона визначається як група класів стабільної еквівалентності розшарувань. Два розшарування E і F називаються стабільно ізоморфними, якщо існують тривіальні розшарування {\displaystyle \varepsilon _{1}} і {\displaystyle \varepsilon _{2}} , такі що {\displaystyle E\oplus \varepsilon _{1}\cong F\oplus \varepsilon _{2}}. Це відношення еквівалентності задає структуру групи на множині векторних розшарувань, оскільки кожне векторне розшарування може бути доповнено до тривіального розшарування прямою сумою із його ортогональним доповненням. З іншого боку, {\displaystyle {\widetilde {K}}(X)} можна визначити як ядро відображення {\displaystyle K(X)\to K(x_{0})\cong \mathbb {Z} }, що індукується вкладенням виділеної точки x0 в X.
K-теорія є мультиплікативною (узагальненою) когомологічною теорією. Коротка точна послідовність просторів з виділеною точкою (X, A)
{\displaystyle {\widetilde {K}}(X/A)\to {\widetilde {K}}(X)\to {\widetilde {K}}(A)}
продовжується до довгої точної послідовності
{\displaystyle \cdots \to {\widetilde {K}}(SX)\to {\widetilde {K}}(SA)\to {\widetilde {K}}(X/A)\to {\widetilde {K}}(X)\to {\widetilde {K}}(A).}
Нехай Sn буде n-ою редукованою надбудовою простору. Тоді визначимо:
{\displaystyle {\widetilde {K}}^{-n}(X):={\widetilde {K}}(S^{n}X),\qquad n\geq 0.}
від'ємні індекси вибираються таким чином, щоб кограничне відображення збільшувало розмірність.
Часто має сенс розглядати нередуковану версію цих груп, визначену як:
{\displaystyle K^{-n}(X)={\widetilde {K}}^{-n}(X_{+}).}
Де {\displaystyle X_{+}} є простором {\displaystyle X} із окремою виділеною точкою, поміченою знаком «+».
Нарешті теорема Ботта про періодичність, сформульована нижче дозволяє ввести групи із додатними індексами.

## Властивості
- Kn і, відповідно {\displaystyle {\widetilde {K}}^{n}} є контраваріантними функторами із гомотопічної категорії просторів (з виділеної точкою) у категорію комутативних кілець. Отже, наприклад, K-теорія над стягуваними просторами є {\displaystyle \mathbb {Z} .}

- Спектром K-теорії є {\displaystyle BU\times \mathbb {Z} } (з дискретною топологією на {\displaystyle \mathbb {Z} }), тобто {\displaystyle K(X)\cong \left[X^{+},\mathbb {Z} \times BU\right],} де [,] позначає класи відображень просторів із виділеною точкою із точністю до гомотопії, а BU — кограниця класифікуючих просторів унітарних груп: {\displaystyle BU(n)\cong \operatorname {Gr} \left(n,\mathbb {C} ^{\infty }\right).} Аналогічно,

{\displaystyle {\widetilde {K}}(X)\cong [X,\mathbb {Z} \times BU].}
Для дійсної K-теорії використовується простір BO.
- Аналогом операцій Стінрода у K-теорії є операції Адамса. Їх можна використовувати для визначення характеристичних класів в топологічній K-теорії.

- Принцип розщеплення в топологічній K-теорії дозволяє звести твердження про довільні векторні розшарування до тверджень про суми одновимірних розшарувань.

- Ізоморфізм Тома в топологічної K-теорії це:

{\displaystyle K(X)\cong {\widetilde {K}}(T(E)),}
де T(E) — простір Тома векторного розшарування E над X. Це виконується коли E є спінарним розшаруванням.
- Спектральна послідовність Атії-Хірцебруха дозволяє обчислювати K-групи із звичайних груп когомологій.

- Топологічну K-теорію можна узагальнити до функтора на C*-алгебрі.

## Періодичність Ботта
Періодичність, названу на честь Рауля Ботта можна сформулювати так:
- {\displaystyle K(X\times \mathbb {S} ^{2})=K(X)\otimes K(\mathbb {S} ^{2}),} і {\displaystyle K(\mathbb {S} ^{2})=\mathbb {Z} [H]/(H-1)^{2}} де H — клас тавтологічного розшарування на {\displaystyle \mathbb {S} ^{2}=\mathbb {P} ^{1}(\mathbb {C} ),} тобто на сфері Рімана.

- {\displaystyle {\widetilde {K}}^{n+2}(X)={\widetilde {K}}^{n}(X).}

- {\displaystyle \Omega ^{2}BU\cong BU\times \mathbb {Z} .}

У дійсній K-теорії існує схожа періодичність, тільки по модулю 8.

## Застосування
Два важливі застосування топологічної K-теорії належать Френку Адамсу. Спочатку він розв'язав задачу про одиничний інваріант Гопфа, здійснивши обчислення за допомогою операцій Адамса. Потім він довів верхню оцінку кількості лінійно незалежних векторних полів на сферах.

## Характер Чженя
Майкл Атія і Фрідріх Хірцебрух довели теорему, яка пов'язує топологічну K-теорію CW-комплексу {\displaystyle X} з його раціональними когомологіями. Зокрема, вони показали, що існує гомоморфізм
{\displaystyle ch:K_{\text{top}}^{*}(X)\otimes \mathbb {Q} \to H^{*}(X;\mathbb {Q} )}
такий, що
{\displaystyle {\begin{aligned}K_{\text{top}}^{0}(X)\otimes \mathbb {Q} &\cong \bigoplus _{k}H^{2k}(X;\mathbb {Q} )\\K_{\text{top}}^{1}(X)\otimes \mathbb {Q} &\cong \bigoplus _{k}H^{2k+1}(X;\mathbb {Q} )\end{aligned}}}
Існує алгебраїчний аналог, що пов'язує групу Гротендіка когерентних пучків і кільце Чоу гладкого проективного многовида {\displaystyle X}. 